# Mijail Sokolov
Mijail Sokolov es un deportista uzbeko que compitió en judo. Ganó dos medallas de bronce en el Campeonato Asiático de Judo, en los años 1999 y 2000.

## Palmarés internacional
| Campeonato Asiático | Campeonato Asiático | Campeonato Asiático | Campeonato Asiático |
| Año                 | Lugar               | Medalla             | Categoría           |
| ------------------- | ------------------- | ------------------- | ------------------- |
| 1999                | Wenzhou (China)     | Medalla de bronce   | –100 kg             |
| 2000                | Osaka (Japón)       | Medalla de bronce   | Abierta             |